# Sărăturile din Valea Ilenei (sit SCI)
Sărăturile din Valea Ilenei este o arie protejată (arie specială de conservare — SAC, sit de importanță comunitară — SCI) din România, desemnată în scopul protejării biodiversității și menținerii într-o stare de conservare favorabilă a florei spontane și faunei sălbatice, precum și a habitatelor naturale de interes comunitar aflate în arealul de protecție. Aceasta se întinde pe o suprafață de 108,5 ha, integral pe uscat.

## Localizare
Situl Sărăturile din Valea Ilenei se întinde pe teritoriile administrative ale comunelor Dumești, Lețcani și Românești din județul Iași. Centrul acestuia Centrul sitului Sărăturile din Valea Ilenei este situat la coordonatele 47°14′06″N 27°22′22″E / 47.235072°N 27.372705°E.

## Înființare
Situl Sărăturile din Valea Ilenei (ROSCI0221) a fost declarat sit de importanță comunitară în decembrie 2007 pentru a proteja 3 specii de plante și 2 specii de animale. Situl a fost protejat și ca arie specială de conservare în mai 2022. Situl include rezervația naturală Sărăturile de la Valea Ilenei.

## Biodiversitate
Situată în ecoregiunea continentală, aria protejată conține 5 habitate naturale: Fânețe de joasă altitudine (Alopecurus pratensis, Sanguisorba officinalis), Salicornia și alte specii anuale care populează regiunile mlăștinoase și nisipoase, Stepe și mlaștini sărate panonice, Stepe ponto-sarmatice, Liziere de ierburi înalte hidrofile de câmpie și de nivel montan până la alpin.
La baza desemnării sitului se află mai multe specii protejate:
- plante (3): târtan (Crambe tataria), rățișoare (Iris aphylla subsp. hungarica), capul șarpelui (Pontechium maculatum subsp. maculatum)
- nevertebrate (2): Arytrura musculus, Euplagia quadripunctaria

Pe lângă speciile protejate, pe teritoriul sitului au mai fost identificate 7 specii de plante, 21 de specii de nevertebrate.